# Ellipteroides (Protogonomyia) scoteinus
Ellipteroides (Protogonomyia) scoteinus is een tweevleugelige uit de familie steltmuggen (Limoniidae). De soort komt voor in het Oriëntaals gebied.